# Dinamica (musica)
Nella terminologia musicale e nella notazione musicale, la dinamica di una composizione è la gestione delle intensità sonore e della loro gradazione da adottare nella sua esecuzione, e, per estensione, anche degli aspetti stilistici e funzionali della stessa. È importante osservare che, nonostante la parola possa suggerire un'idea di movimento, la dinamica non ha nulla a che vedere con l'agogica di un brano musicale.

## Storia
Gli strumenti musicali, fino al XVIII secolo, avevano diverse possibilità di emettere suoni con intensità maggiore o minore, così come la voce umana (con limitazioni solo nel caso di alcuni strumenti a fiato come il flauto dolce e degli strumenti a tastiera, che - con la sola eccezione del fortepiano - emettevano suoni di intensità fissa); le sfumature espressive e di fraseggio erano in larga misura affidate alla variazione nell'attacco delle singole note (colpo d'arco negli strumenti ad arco e colpo di lingua negli strumenti a fiato), oltre che all'intensità complessiva della nota emessa. Gli effetti dinamici erano quindi in connessione al fraseggio, e come tali non erano indicati nella scrittura musicale ed erano a discrezione dell'esecutore. Alcuni effetti dinamici sistematici derivavano dalla tecnica strumentale: ad esempio, negli strumenti ad arco (da braccio) si otteneva naturalmente una maggiore intensità del suono emesso con l'arcata in giù, che quindi veniva fatta programmaticamente coincidere con le note da accentuare maggiormente. In epoca barocca le indicazioni dinamiche (piano e forte) erano utilizzate sporadicamente e solo per indicare effetti particolari (l'effetto di eco) oppure il contrasto fra l'organico "di ripieno" (o "tutti") e quello solistico ("concertino", nel genere concerto grosso). Il medesimo contrasto, sull'organo e sul clavicembalo, era ottenuto alternando l'uso di due (o più) tastiere con registri diversi. In una prima fase della riscoperta della musica antica e barocca nel XX secolo, la scarsità di segni dinamici fu erroneamente interpretata come l'evidenza di una dinamica a terrazze, teoria oggi del tutto abbandonata dagli studiosi.
L'indicazione esplicita del crescendo e del diminuendo risale alla scuola di Mannheim, dove nasce l'orchestra moderna. Gli strumenti che si affermano (in particolare nella sezione di fiati) sono quelli con le maggiori possibilità di variazione dinamica (in primis clarinetto e corni, ma anche flauto traverso, oboe e fagotto). Il pianoforte assume la preminenza fra gli strumenti a tastiera grazie alla sua possibilità dinamica.
L'attenzione alla dinamica diventa massima durante il romanticismo e l'espressionismo, in cui il peso dinamico diventa il principale parametro espressivo, anche a causa della dimensione degli organici e delle sale da concerto. Da qui il progressivo moltiplicarsi e precisarsi delle indicazioni dinamiche nella notazione musicale.
L'interpretazione delle indicazioni dinamiche dipende quindi strettamente dall'epoca e dal genere dalla composizione: un "forte" in una composizione di Mozart non ha lo stesso significato di un "forte" delle opere di Anton Bruckner.
Nella musica contemporanea vengono utilizzate anche notazioni alternative della dinamica, legate ad esempio a numeri o alla dimensione grafica della testa delle note o di altri segni.

## Indicazioni dinamiche
Nella terminologia musicale, le indicazioni dinamiche o notazioni della dinamica o segni dinamici o segni di espressione sono gli strumenti del compositore per l'annotazione semiografica musicale dell'interpretazione organizzativa della dinamica in partitura. Esse sono relative a passaggi musicali successivi, quindi non indicano né implicano specifici o determinati valori, né livelli, assoluti di intensità acustica. I forte di due strumenti musicali diversi non sono necessariamente paragonabili, ma nelle esecuzioni con uno degli strumenti risulta possibile differenziare un forte da un piano e, infine, è anche compito del direttore d'orchestra quello di creare un giusto equilibrio tra i diversi strumenti, relativizzando ed eventualmente modificando le dinamiche indicate dall'autore stesso, rendendo un forte di una linea di accompagnamento subordinato al forte della melodia principale. Queste annotazioni vengono apposte sotto il pentagramma con apposite sigle in carattere corsivo. Alcune partiture, in particolare dell'epoca contemporanea, arrivano anche a indicazioni più estreme, con più di 3 p o f. Per indicare passaggi graduali da un'intensità ad un'altra si utilizzano due forme: la forma scritta, ad esempio crescendo per indicare un aumento dell'intensità, o una forcella che rappresenti graficamente la medesima indicazione. Fanno parte dei segni dinamici anche gli accenti, che segnalano che la singola nota dev'essere eseguita con un'intensità superiore.

### Segni dinamici principali
I due segni dinamici basilari della musica sono:
- p o piano
- f o forte

Gradazioni di intensità dinamica più leggeri sono indicati da:
- mp o mezzo piano[2], che sta per moderatamente piano.
- mf o mezzo forte[3], che sta per moderatamente forte.

Oltre il forte e il piano vi sono anche:
- ppp o piano pianissimo o pianissimo piano o più piano possibile o pianissimissimo
- pp o pianissimo, quindi molto piano
- ff o fortissimo, quindi molto forte
- fff o forte fortissimo o più forte possibile o fortissimissimo
- sfz, sf, sfff, sffz, fz o sforzato, sforzando, forzando, subito forzando
- rfz, rf o rinforzando, rinforte

### Segni dinamici inusuali
Esistono indicazioni dinamiche con più di tre f o p utilizzate raramente, e fra queste si ricordano:
- pppp o pianissimissimissimo (ppppp, pppppp, ppppppp, pppppppp, …)
- sotto voce
- mezza voce
- poco forte
- ffff[4][5][6][7][8][9][10][11] o fortissimissimissimo (fffff, ffffff, fffffff, ffffffff, …)

### Cambiamento di dinamica
Il cambiamento di dinamica può essere improvviso (talvolta indicato esplicitamente con la sigla sub. - subito) oppure progressivo. In questo caso si usano espressioni testuali come cresc. (crescendo, aumentando il volume) e dim. (diminuendo), talvolta accompagnate da poco a poco. Spesso si preferisce notare delle "forcelle", ovvero coppie di linee orizzontali che si allontanano (dipartendosi da un punto indicano un crescendo) o si avvicinano (chiudendosi in un punto indicano il diminuendo). Esistono altre espressioni di uso più raro come ad esempio il morendo al niente (riduzione del volume a zero o smorzando) indicato anche da due linee che si chiudono in direzione di un piccolo cerchietto. Il fortepiano (fp) indica una dinamica forte che subito si smorza in un piano.

## Effetti sonori
La dinamica ha effetti sul timbro dello strumento: generalmente un suono in "piano" è meno ricco di armonici naturali, mentre una dinamica eccessivamente alta può portare ad effetti di distorsione. Entrambi i casi sono utilizzati ai fini espressivi (basti pensare al distorsore che rientra stabilmente tra gli accessori dei chitarristi elettrici e che simula l'effetto del "malfunzionamento" di un amplificatore a tutto volume).
Cambiamenti dinamici negli strumenti acustici comportano sovente anche modificazioni nell'intonazione, soprattutto quando l'esecutore non ha il perfetto controllo dello strumento. Questi scostamenti non sono univoci, ad esempio nei legni, all'aumentare del volume i flauti crescono mentre gli strumenti ad ancia calano, creando quindi difficoltà di intonazione.
Dal punto di vista psicoacustico, la dinamica è un fattore importante per intervenire sull'attenzione dell'ascoltatore. Musica con livelli dinamici omogenei (come la musica di sottofondo in molti ambienti) può creare noia, assuefazione, indifferenza, abbassamento della soglia di attenzione, così come rilassamento e senso di familiarità. Grandi contrasti dinamici (ad esempio la contrapposizione tra uno strumento solo ed un "forte" improvviso di tutta l'orchestra) creano agitazione, sorpresa, eccitazione.

## Nella registrazione del suono
La gamma dinamica registrabile dai microfoni è spesso maggiore di quella espressa dalla musica che si vuole registrare; ma la gamma dinamica registrabile sui vari supporti con sufficiente linearità ed efficienza, è in alcuni casi inferiore all'ampio segnale microfonico. Questa caratteristica può e dovrebbe essere modificata anche notevolmente, per riprendere tutta la dinamica possibile, evitando distorsioni e rumori nei segnali. Nel caso di ampie dinamiche dei suoni originali, il concerto o il semplice brano musicale, sarà eventualmente compresso nella sua dinamica, per essere registrato in maniera "completa". La compressione dinamica riduce di una certa misura la naturalezza dei suoni acustici reali registrabili.
Nella moderna musica leggera e nella musica dance, salvo rare eccezioni, si assiste di nuovo ad un annullamento delle sfumature dinamiche in favore di un livello sonoro piuttosto uniforme (compressione dinamica di post-produzione). Questo permette una fruizione della musica in modo più semplice e immediato, sia a livello psicologico (le soglie di attenzione restano più basse) sia a livello tecnologico, anche in apparecchi riproduttori di bassa qualità che non permettono grandi escursioni dinamiche; in effetti la compressione legata all'aumento dei livelli, porta ad un aumento dei volumi di ascolto e purtroppo, nella guerra del volume (loudness war), rimane pesantemente penalizzato l'ascoltatore audiofilo che preferisce un ascolto ad ampia dinamica.
Negli ultimi anni, nella registrazione e produzione digitale, si sta assistendo comunque ad una unificazione dei livelli medi, ricorrendo alle tecniche di Loudness (AES/EBU) moderne, utilizzate nelle trasmissioni internazionali di programmi radio-televisivi e nelle produzioni cinematografiche.
I supporti tecnologici sia analogici che digitali hanno entrambi un limite fisico nell'escursione dinamica in registrazione; va detto altresì, soprattutto nel caso del digitale, che dell'ampio margine dinamico teoricamente disponibile, ne viene utilizzato solo una minima parte (es: dei 96 dB del CD, si usano massimo 50 dB)